# Zasłonak jabłkowaty

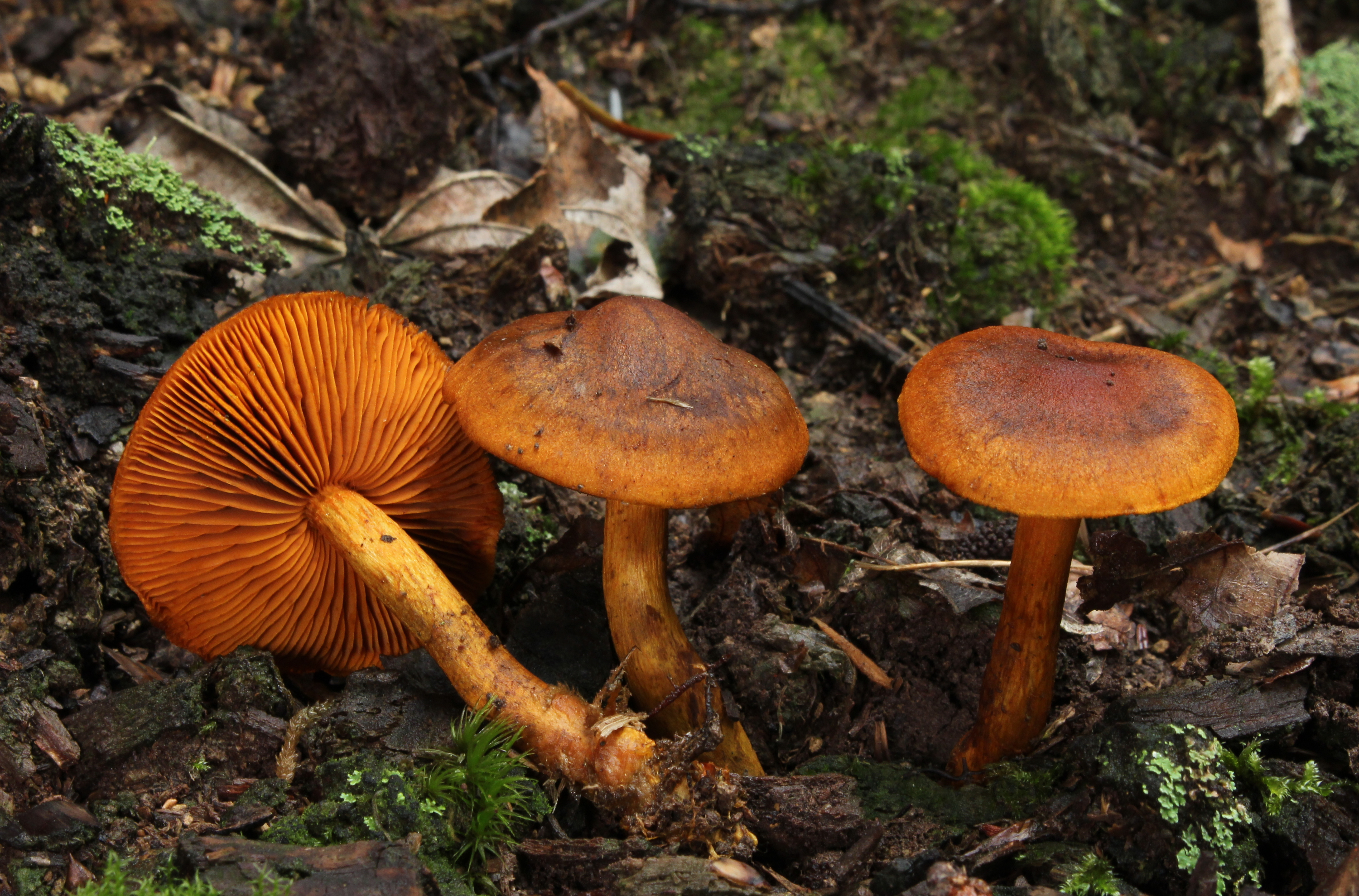

Zasłonak jabłkowaty (Cortinarius malicorius Fr.) – gatunek grzybów należący do rodziny zasłonakowatych (Cortinariaceae).

## Systematyka i nazewnictwo
Pozycja w klasyfikacji według Index Fungorum: Cortinarius, Cortinariaceae, Agaricales, Agaricomycetidae, Agaricomycetes, Agaricomycotina, Basidiomycota, Fungi.
Po raz pierwszy opisał go Elias Fries w 1838 r. Synonimy:

- Cortinarius croceifolius Peck 1911
- Cortinarius croceifolius f. croceoconus (Fr.) Nespiak 1975
- Cortinarius croceoconus Fr. 1863
- Dermocybe crocea var. croceifolia (Peck) Hlaváček 1977
- Dermocybe croceifolia (Peck) M.M. Moser 1974
- Dermocybe croceocona (Fr.) M.M. Moser 1983
- Dermocybe malicoria (Fr.) Ricken 1915
- Gomphos croceoconus (Fr.) Kuntze1891
- Gomphos malicorius (Fr.) Kuntze 1891

Polską nazwę zasłonak jabłkowaty lub zasłonak płomiennoblaszkowy nadał mu Andrzej Nespiak w 1975 r. Władysław Wojewoda w 2003 r. zaakceptował tę pierwszą.

## Morfologia
Kapelusz
Średnica 2–6 cm, początkowo stożkowato-dzwonkowaty, potem płaski. Powierzchnia jedwabiście włókienkowata o barwie od pomarańczowobrązowej do oliwkowobrązowej. Brzeg długo podwinięty.
Blaszki
Przylegające lub zbiegające ząbkiem, gęste, początkowo jasno szafranowopomarańczowe, następnie czerwonawopomarańczowe do rdzawobrązowych z żółtawymi prążkami.
Trzon
Wysokość 3–8 cm, grubość 0,5–01,2 cm, cylindryczny, przy podstawie rozszerzający się. Powierzchnia blado pomarańczowo-żółta, bardziej brązowa w kierunku podstawy, z pomarańczową grzybnią przy podstawie.
Miąższ
W kapeluszu w stanie wilgotnym żółtawy do ciemno oliwkowozielonego, w stanie suchym jasno pomarańczowożółty. W trzonie w stanie suchym żółtawy w kierunku wierzchołka. Zapach rzodkiewki, smak niewyraźny.
Cechy mikroskopowe
Zarodniki elipsoidalne, drobno i umiarkowanie brodawkowate, małe, (4) 5,5–7,5 × 4–4,5 µm.

## Występowanie i siedlisko
Znane jest występowanie Cortinatius malicorius w Ameryce Północnej (USA i Kanada) i w Europie. W. Wojewoda w 2003 r. przytoczył 5 jego stanowisk. Bardziej aktualne stanowiska podaje internetowy atlas grzybów. Znajduje się w nim na liście gatunków rzadkich i wartych objęcia ochroną.
Naziemny grzyb mykoryzowy. Występuje wśród mchów w lasach iglastych, liściastych i mieszanych, zwłaszcza pod świerkami, jodłami, brzozami. Owocniki od wiosny do jesieni. Według źródeł francuskich rośnie wyłącznie pod drzewami iglastymi, według czeskich głównie pod świerkami i olchami, rzadko pod innymi drzewami.

## Gatunki podobne
Zasłonak jabłkowaty charakteryzuje się krępym i zwartym pokrojem, obrzeżem kapelusza z jasnopomarańczowymi resztkami zasnówki, szafranowo-pomarańczowymi blaszkami, ciemnooliwkowym miąższem w stanie wilgotnym i małymi zarodnikami. W stanie suchym kapelusz i miąższ tracą oliwkowy kolor, stają się bardziej pomarańczowe, zwłaszcza miąższ. Mikroskopijne elementy jego miąższu i blaszek w KOH zmieniają kolor z różowofioletowego na purpurowy. Podczas suchej pogody bywa mylony z zasłonakiem cynamonowym (Cortinarius cinnamomeus) lub znacznie częściej występującym zasłonakiem szafranowym (Cortinarius croceus). Odróżnia się od nich ostrzami blaszek, które mają barwę od oliwkowożółtej do złotożółtej. Wszystkie trzy gatunki mogą rosnąć w tym samym środowisku, chociaż zasłonak jabłkowaty i zasłonak cynamonowy wydają się wiązać ze starszymi drzewami. Wszystkie są spokrewnione z różnymi drzewami iglastymi.
Według czeskiego źródła zasłonak cynamonowy ma bardziej wyraźnie łuskowaty kapelusz, czasami zielonkawy wierzchołek, nieco większe zarodniki (6,5–8 × 3,5–5 µm) i nie ma pozostałości jaskrawopomarańczowej zasnówki na brzegu kapelusza. Zasłonak szafranowy ma raczej żółte blaszki, drobno łuskowaty kapelusz i większe zarodniki (7–9 × 4,5–6 µm).